# صموئيل كالفين
صموئيل كالفين (بالإنجليزية: Samuel Calvin)‏ هو محامي وسياسي أمريكي، ولد في 30 يوليو 1811 في الولايات المتحدة، وتوفي في 12 مارس 1890. حزبياً، نشط في حزب اليمين. وقد انتخب عضو مجلس النواب الأمريكي.